# Малоалександровка (Верхнеднепровский район)
Малоалекса́ндровка (укр. Малоолександрівка) — село,
Малоалександровский сельский совет,
Верхнеднепровский район,
Днепропетровская область,
Украина.
Код КОАТУУ — 1221086601. Население по переписи 2001 года составляло 362 человека.
Является административным центром Малоалександровского сельского совета, в который, кроме того, входят сёла
Адалимовка,
Граново,
Дубовое,
Калиновка,
Петровка,
Полевское и
Саксагань.

## Географическое положение
Село Малоалександровка находится на берегу реки Саксагань,
выше по течению на расстоянии в 0,5 км расположено село Саксагань.
Река в этом месте пересыхает, на ней сделано несколько запруд.

## История
- Село основано во второй половине XIX веке.

## Объекты социальной сферы
- Школа I ст.
- Детский сад.
- Клуб.
- Фельдшерско-акушерский пункт.

## Известные люди
- Поль Александр Николаевич (1832—1890) — археолог, писатель, общественный деятель, предприниматель, родился в селе Малоалександровка.

## Достопримечательности
- Братская могила советских воинов.